# Nyctemera snelleni
Nyctemera snelleni är en fjärilsart som beskrevs av Arnold Pagenstecher 1901. Nyctemera snelleni ingår i släktet Nyctemera och familjen björnspinnare. Inga underarter finns listade i Catalogue of Life.